# Cartesianisme

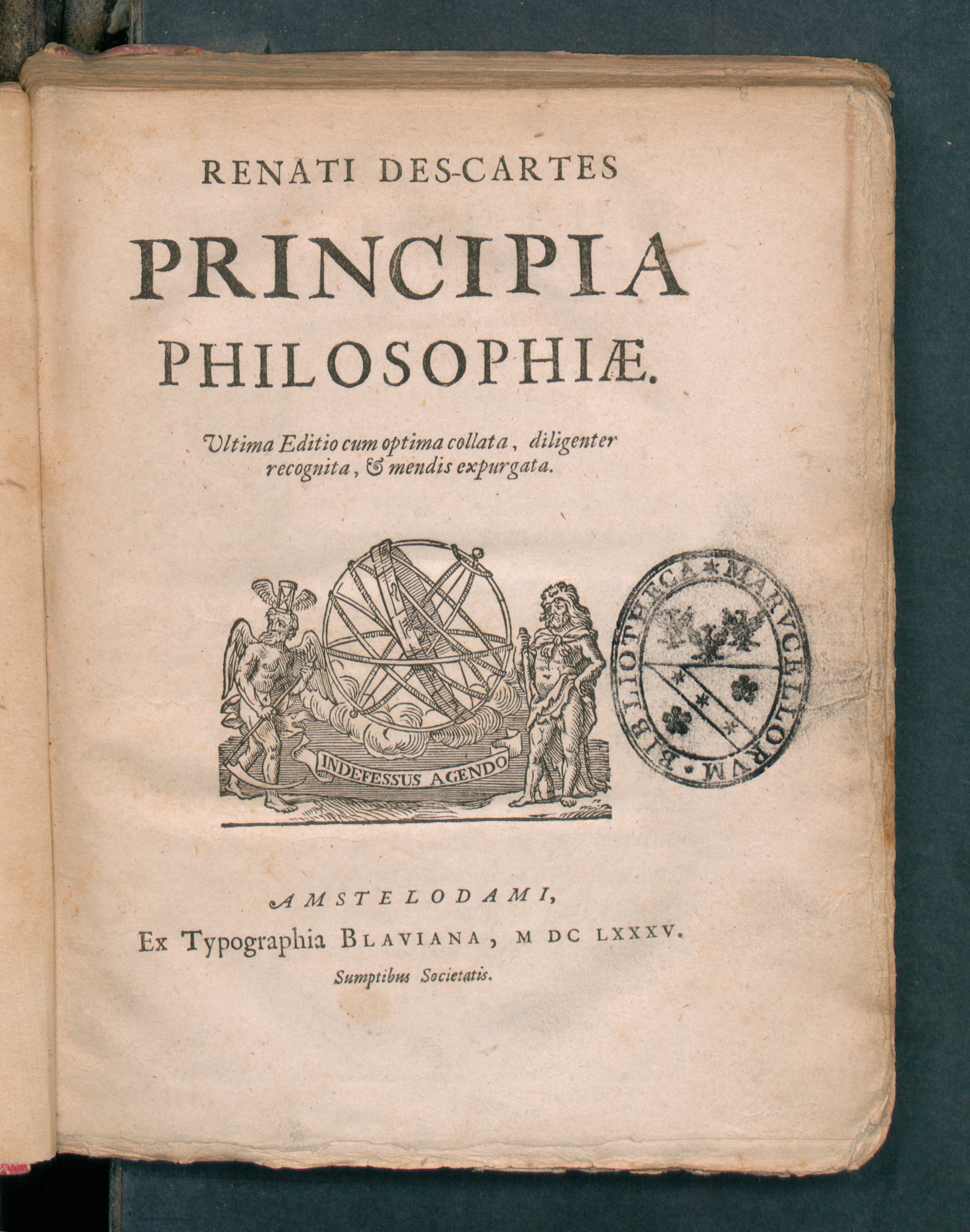
Principia philosophiae, 1685

El cartesianisme o dualisme cartesià va ser un moviment intel·lectual suscitat pel pensament de René Descartes (Cartesius) especialment a partir del segle xvii. Segons Descartes, l'ésser humà és un compost de substància pensant i substància extensa, les quals denominà ànima i cos. Ànima per a Descartes és la que té la capacitat de destriar entre el bé i el mal, juga el paper del que anomenem “ment”. El Cos està determinat per l'ambient i es redueix a lleis mecàniques.

## Impacte
En vida de Descartes ja va ser important la repercussió de la seva obra en l'ambient intel·lectual, cultural i social de França, i també dels Països Baixos, Bèlgica, Alemanya i Anglaterra, discutint-se i polemitzant-se sobre les seves idees i la seva forma de concebre els problemes filosòfics. Els considerats com a cartesians pròpiament dits són aquells pensadors que es van centrar més en alguns dels temes plantejats per Descartes, sobretot en la seva divisió dualista de les substàncies en «extenses» i «pensants», i que van ser difusores i continuadors de la seva obra i de les seves conclusions, convertint-la en sistema que Descartes no havia arribat a elaborar del tot. Influències del racionalisme cartesià es troben en diversos pensadors que van elaborar algun sistema propi, com Spinoza, Leibniz, Kant, en gran part en l'idealisme posterior que culmina en Hegel, en l'empirisme de Locke, etc.

### Continuadors de Descartes
Són els principals: alguns membres de l'Escola de Port Royal, que solen considerar-se representants del jansenisme per haver adoptat la majoria la doctrina de Jansenio en qüestions teològiques i filosòfiques. Els més notables cartesians, entre ells, són: Antoine Arnauld (1612-94) i Pierre Nicole (1625-95). La seva obra comuna, Lògica de Port-Royal, està elaborada d'acord amb la metodologia cartesiana, encara que no falten en ella elements aristotèlics, com p. ex. les formes del raonament. Tots dos són teòlegs agustinians més que lògics, i la seva obra filosòfica està al servei de la teologia. Arnauld va ser l'autor de les quartes objeccions a les Meditacions, la qual cosa no li va impedir ser més tard un «ortodox» cartesià.
Alguns oratorians, membres de la Congregació del Oratori, que el seu més alt representant és Malebranche, troben en el mecanicisme cartesià un mitjà de conciliar l'espiritualisme de S. Agustí amb les noves ciència i filosofia. La influència de Descartes es troba sobretot en l'estudi de l'ànima i el seu caràcter espiritual, en la recerca sobre la veritat, la visió de les coses en Déu i les relacions entre ànima i cos. Com els portroyalistes, els oratorians posen la seva filosofia al servei d'una apologia del cristianisme, la qual cosa els porta a elaborar una peculiar teologia, no eximeix d'equívocs. Pierre de Bérulle (1575-1629) i N. Poisson (1637-1710) representen, amb Malebranche, el cartesianisme del Oratorio.
Els ocasionalistes. No reben una denominació comuna per pertànyer a una escola, com els anteriors, sinó per coincidir en la forma de solucionar el problema cartesià de la intercomunicació de les substàncies. Mantenen l'estricte dualisme cartesià entre substància extensa i substància pensant, i coincideixen a afirmar que tot el que existeix és una substància o la modificació d'una substància. A més de la seva peculiar concepció de la substància, mantenen també una peculiar teoria sobre la naturalesa i acció de les causes; neguen la relació causal, no només entre ànima i cos, sinó també entre les diferents substàncies extenses (cossos). Déu, Ser Suprem pensant, intervé per produir un moviment en el cos cada vegada (en ocasió de) que un altre s'ha produït en l'esperit, i viceversa. La realitat i acció de la causa i la relació causa-efecte desapareixen en aquesta concepció substituïdes pel concepte d'ocasió. És una concepció estàtica de l'Univers, que remitent a Déu el paper de mantenir l'harmonia entre les substàncies independents. A més de Malebranche són notables cartesians, entre els ocasionalistes, Arnold Geulincx (1625-69), belga, que tracta d'elaborar una ètica partint del ocasionalisme; va treballar també en Lògica i Física. L'alemany Johann Clauberg (1620-65) que, com Louis de la Forge (1605-69), s'esforça per conciliar a Descartes amb la tradició platònica i agustinista; sobre la situació de l'ànima separada després de la mort es limita a afirmar el seu natural incorruptibilitat. G. Courdemoy (1620-84) és, de tots els ocasionalistes, qui presenta una visió del món més desarticulada (precedent potser de la de Hume), i és per això especialment atacat per Leibniz. Introdueix en el mecanicisme cartesià una nova forma d'atomisme, i és un dels més peculiars cartesians.

## Polèmica
Leibniz els va acusar d'estèrils, perquè en general no dirigien la seva recerca cap a ciències experimentals com la Física, la Medicina, les Matemàtiques, sinó cap a problemes metafísics com el dualisme entre res cogitans i res extensa i la interacció entre ambdues substàncies, el valor del coneixement, la naturalesa de les idees, el mecanicisme del res extens i la metodologia cartesiana. La polèmica va estar barrejada amb les qüestions religioses i teològiques implicades i amb els aferrissats debats entre jesuïtes, jansenistes i oratorians sobre tot això.
La publicació de les Meditacions metafísiques (1641), amb les respostes de Descartes a les objeccions plantejades per set dels seus crítics, assenyala el començament de la polèmica entorn del cartesianisme. Objectors i en general hostils a Descartes són: Pierre Gassendi (1592-1655). autor de les cinquenes objeccions, Thomas Hobbes, l'holandès Gilberto Voét (1593-1676), el seu deixeble Martín Schockius. Però la crítica més a fons i fonamentada del sistema i metodologia cartesians es troba sobretot en el ressorgiment i revitalització dels diversos corrents realistes al segle xix i més en el XX per obra dels neoescolàstics, la fenomenologia, el neotomisme, etc.

### "Polèmica Cartesiana" des d'un punt de vista atemporal
En la "Polèmica Cartesiana", com en totes les que es preen, almenys filosòficament, s'ha de tenir en compte certs punts de vista. Com per exemple, el que considera que el cartesianisme, per si mateix, estava, per a mal o bé, al capdavant dels límits de la filosofia i del coneixement del "home" en general. Pel que malgrat totes les crítiques, del mèrit a Descartes no se li pot llevar res igual que als seus crítics. Sent que tant l'un com els altres, al cap i a la fi, estaven contribuint a la presa de consciència de l'espècie humana en general.
Una anàlisi pràctica de la necessitat que tenim de coneixement com a éssers racionals, ha de concloure que és "normal", i no més, l'aportació cognoscitiva i epistemològica fins a la qual va arribar el pensador. A la vista del material cognoscitiu i experimental que es tenia en l'època, el cartesianisme suposava el màxim partit que es podia obtenir del material cognoscitiu, científic o filosòfic, apilat fins llavors per l'espècie humana (almenys l'occidental). Per tant, mentre no s'avancés en l'ampliació de l'experiència col·lectiva a partir dels límits als quals ell havia aconseguit arribar, no es pot assenyadament criticar sense més el seu dualisme. No se li podia demanar més a l'autor ni a l'època. Sense Descartes, com sense punts, ni tan sols es pot assenyadament pensar que haguessin existit les respectives revisions del seu pensament.
Així, vist neutralment, Descartes, com tot pensador que consuma la seva pròpia filosofia, va ser responsable o víctima del seu propi pensament. Més aviat clar queda, que els avanços, inspiracions i nous horitzons de recerca, com a mínim en filosofia, -fins a adonar-nos que hi havia en ella no sol límits sinó calls paradoxals gens útils, a erradicar- han vingut daus, per bé o per malament, a partir del llistó que ell va marcar generosament amb la seva filosofia. Encara que la Modernitat tendia a descobrir-se limitada a dues opcions i un abisme -o el "cogito" o "l'extensa"-, des d'un punt de vista atemporal, el "Dualisme pensant" era el més inevitable però millor que podia ocórrer. Aquell ha de, des d'un punt de vista atemporal, de considerar-se com un naufragi que formava part del procés de maduració al que "ella" mateixa s'havia encomanat des que va decidir venir-se de la transcendència a la immanència. Atemporalment això és el que va ocórrer profundament al trobés entre les dues aigües de "l'extensió" i "el cogito", més enllà de les angoixes i despits. Més, almenys filosòficament, fins que no es va deixar de costat la il·lusió dual i les obligacions innecessàries de dedicar-li temps a intentar salvar la tensió des de paradoxalment el propi "paradigma cartesià de pensar" (veure: idealisme alemany; transcendentalisme kantià), no va començar a ser evident una mica més enllà de les angoixes i postures filosòfiques contraposades. Solament des del moment en què les generacions precedents van exercir com a purs filòsofs i puros científics (en el sentit que, en les noves generacions, el prototip de filòsof va començar a ser transgredit. El cànon preponderant es veia secularitzat cap a un tipus de filòsof sense pretensions "dogmàtiques" o "constructivistes" ni tarannà antropocèntric o pròpiament cartesià, com per exemple és el cas de Ludwig Wittgenstein i la seva noció de "quietisme" la modernitat va entrar en una altra fase de superació dels seus propis límits cognoscitius. Pel que fins que no es van dedicar certs pensadors a estar per sobre de les angoixes i de les tensions provocades pels "dos extrems enfrontats", i fins que no se li van reconèixer més responsabilitats a "l'experiència", com a fenomen, en la relació entre la xarxa extensa i la xarxa cogitans ni es va interaccionar amb certes nocions, com les de l'aristotelisme (segona naturalesa), no es va començar a concebre possible salvar ni al Dualisme ni conciliar les aparences i els escandalosos prejudicis empiristes i solipsistes del que va significar ser "una oscil·lació intolerable" (veure "Ment i Món" de John McDowell -Ed.Sigueme, 2003, Salamanca-).
Ara bé, el cos de tot l'anterior, solament ens porta a comprendre "al cartesianisme" tant com a superar-ho, doncs com diem, primer de les tensions i obligacions innecessàries filosòfiques, va ser el pas de la transcendència a la immanència, després d'entre totes les postures preses, el "possessiu" cartesianisme, després la seva hegemonia, després els seus efectes secundaris i després, fins a fins i tot avui (no ha donat per molt més en realitat la història) la superació de les angoixes i la reestructuració de l'estructura del mecanisme de l'entendre i la seva capacitat d'elaborar pensaments. Encara se segueix debatent, perquè és gairebé tot de moment, des de les aportacions de W.O.Quine com a alternativa als dogmes que va diagnosticar fins a les possibles tesis més satisfactòries del lloc de la xarxa cogitans a la xarxa extensa.
Amb tot, així i tot, el Dualisme pot ser considerat d'alguna forma una tendència cognoscitiva tan humana com el tic dels instints apolinis i Ddonisíacs que va diagnosticar Nietzsche. És a dir, el cartesianisme no és tant un tarannà intelectiu estètic sinó un d'intel·lectual. Si del que Nietzsche va diagnosticar es pot dir que tenim "tics" estètics racionals: del Cartesianisme, podem dir que estem davant un "tic" intel·lectual. Alguna cosa molt normal per als animals racionals vist d'aquesta manera, que igual que certes màquines, de vegades, tinguem tant certes actituds, com certes capacitats degradades o «viciades» o simplement molt poc desenvolupades, en el sentit que el "Tic" cartesià és proporcional a un tipus de consciència cognoscitiva que pugues o superar-se o cristal·litzar-se en funció que coneguem a més o a menys; és a dir en funció que li dediquem més o menys temps al desenvolupament de la nostra consciència i enteniment tant personal com del món. Es pot dir que el cartenguessis és en realitat un símptoma de racionalitat deviniente que va trobar la seva màxima expressió en l'encarnació de Descartes. I des d'aquest punt de vista, es pot trobar tant una exculpació com una justificació, però sobretot una comprensió i concepció que, depenent de l'activitat cognoscitiva de cada individu, una fase "cartesiana de pensar", "ser" o "viure" es pot presentar més o menys temps en algun moment de l'existència de qualsevol persona o societat, a manera de paradigma. A més, àdhuc avui, vist des del punt de vista de la filosofia del llenguatge i de la Ment, tots aquests elements, segueixen sent els límits de la filosofia i de la pròpia psicologia (horitzó de recerca: tipus de perfils psicològics naturals o innats-sistemes filosòfics legitimats per tipus de perfils i condicions psico-somàtic-físiques)